# Parco olimpico di Rio de Janeiro

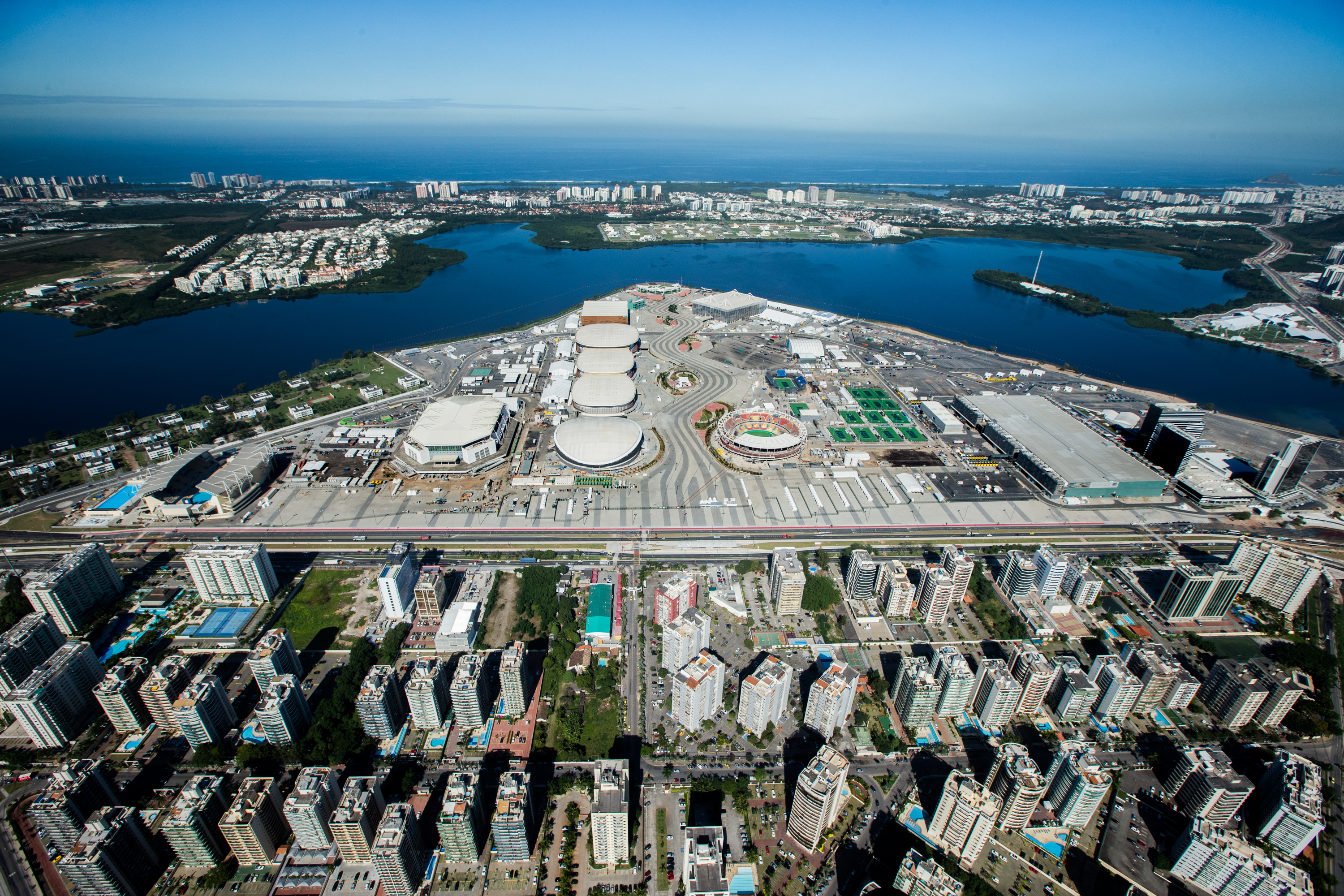
Vista di parte del parco Olimpico ancora in costruzione nel 2016.

Il parco olimpico di Barra (in portoghese Parque Olímpico da Barra) è un complesso sportivo realizzato per le gare dei XXXI Giochi olimpici e dei XV Giochi paralimpici estivi, situato nel quartiere di Barra da Tijuca, Rio de Janeiro. La sua costruzione è iniziata il 6 luglio 2012 ed è stato aperto nel secondo trimestre del 2016.
Il parco comprende il Complexo Esportivo Cidade dos Esportes, costruito per i giochi panamericani del 2007, e ospita nove strutture sportive, otto delle quali permanenti. Al termine dei giochi l'Arena Carioca 3 diventerà una scuola sportiva mentre le altre sette strutture andranno a formare il Centro Olímpico de Treinamento.

## Strutture
Come già detto, in totale, nel parco sono situati nove impianti sportivi:
- Arena Carioca 1 - pallacanestro (capienza: 16.000)[4]
- Arena Carioca 2 - lotta e judo (capienza: 10.000)
- Arena Carioca 3 - scherma e taekwondo (capienza: 10.000)
- Arena do Futuro (temporanea) - pallamano (capienza: 12.000)
- Centro Aquático Maria Lenk - tuffi, nuoto sincronizzato e pallanuoto (capienza: 6.500)
- Estádio Aquático Olímpico - nuoto e pallanuoto (capienza: 15.000)
- Centro Olímpico de Tênis - tennis (capienza: 18.250)
- Arena Olímpica do Rio - ginnastica artistica e ritmica (capienza: 14.981)
- Velódromo Municipal do Rio - ciclismo su pista (capienza: 5.000)

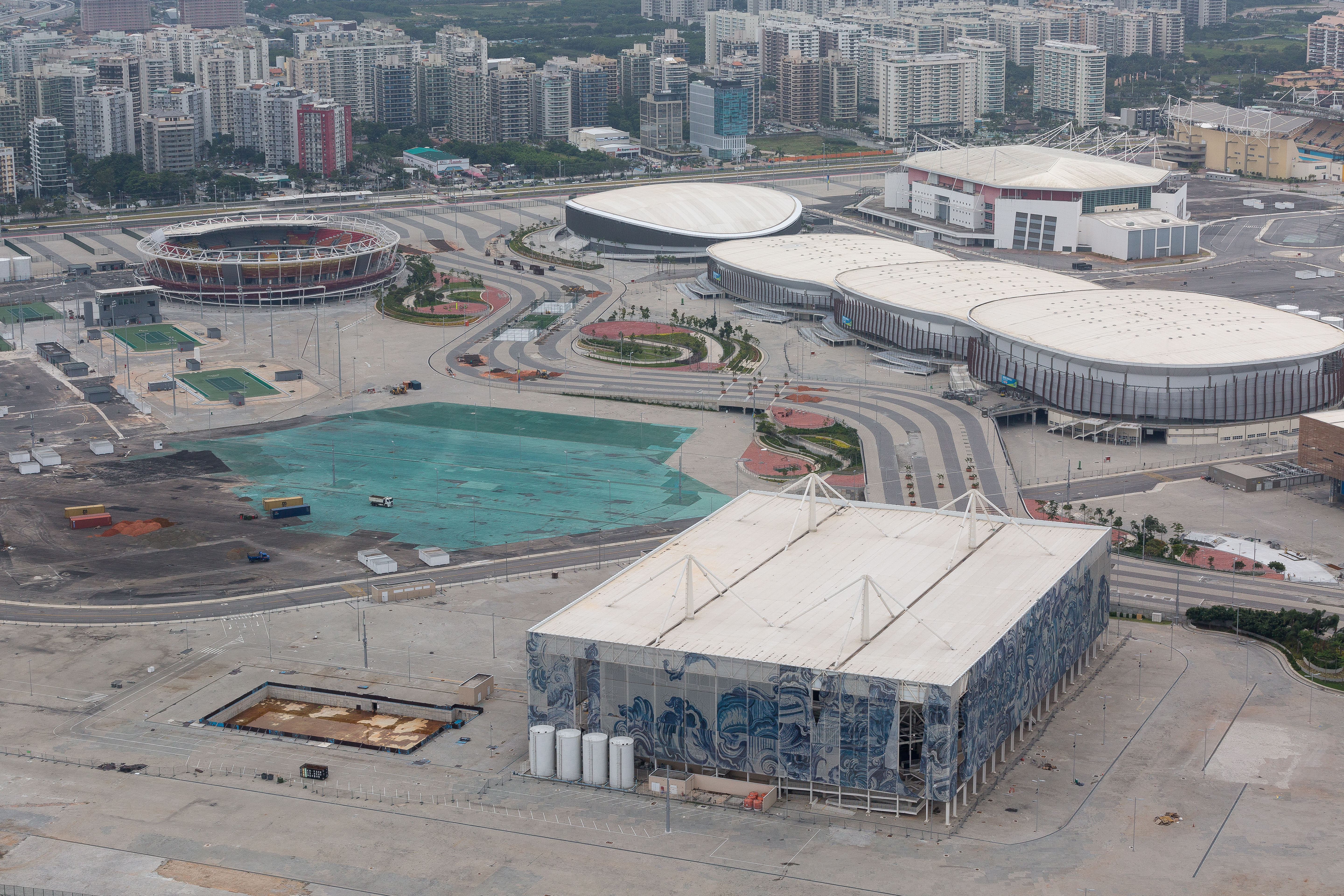
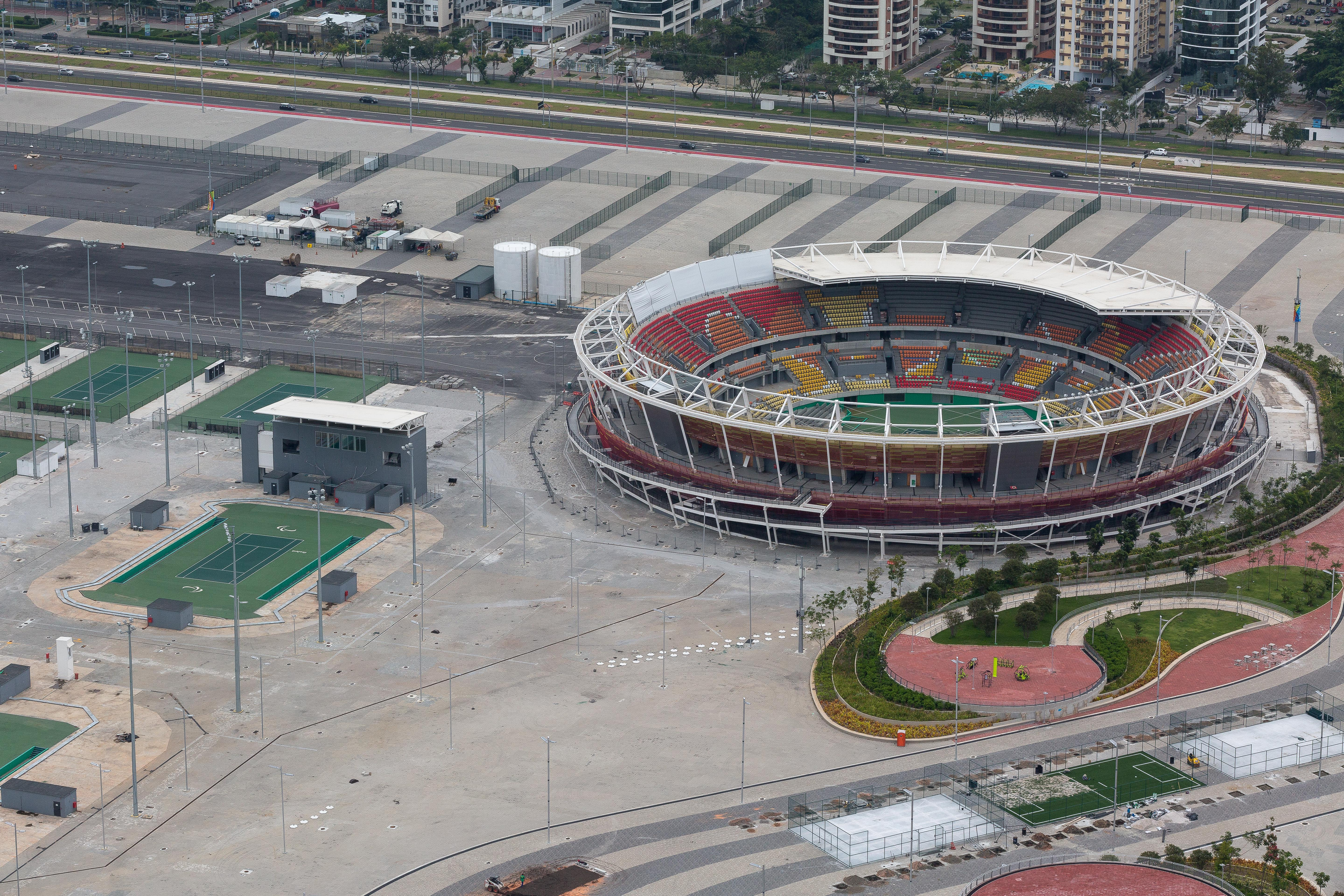
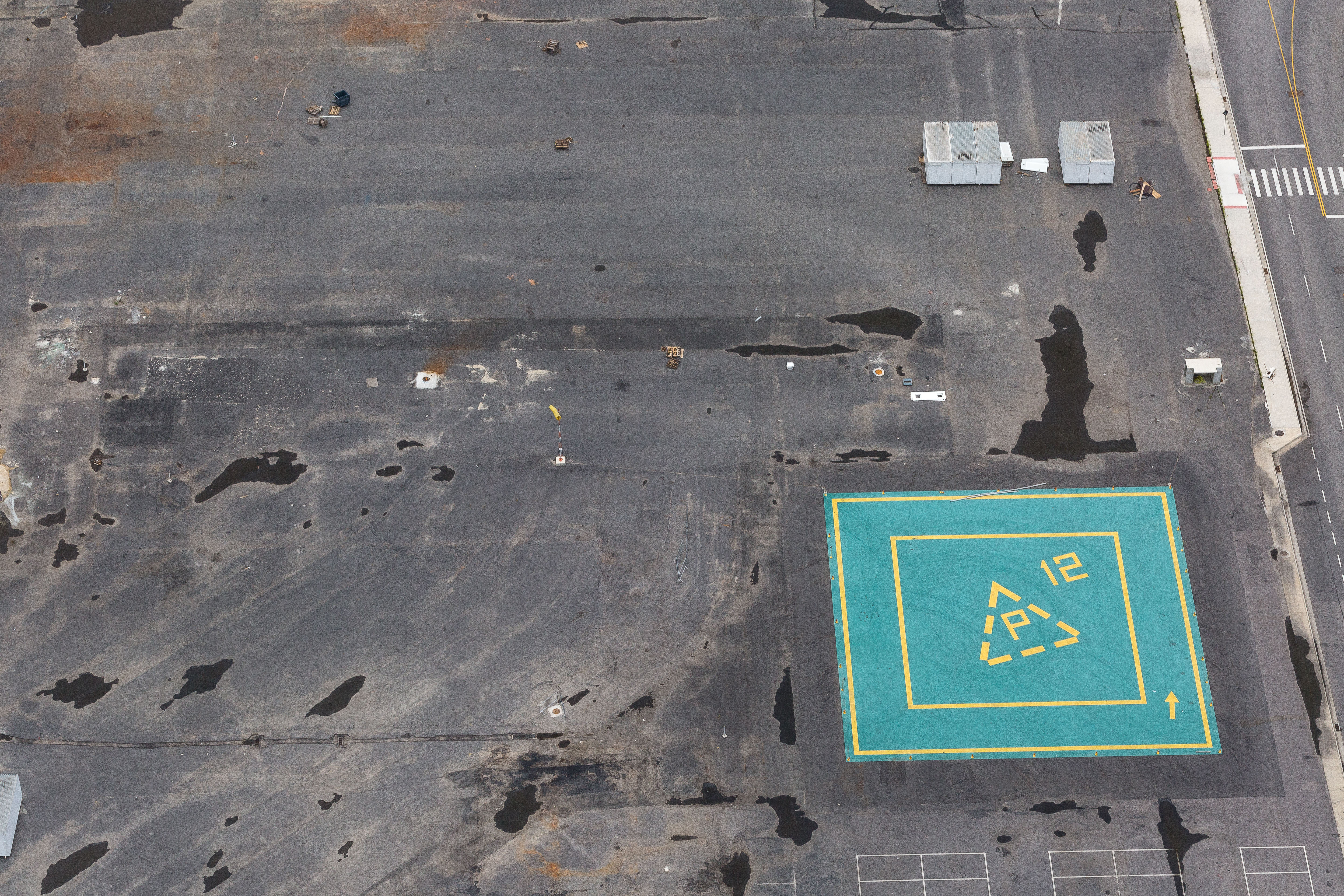
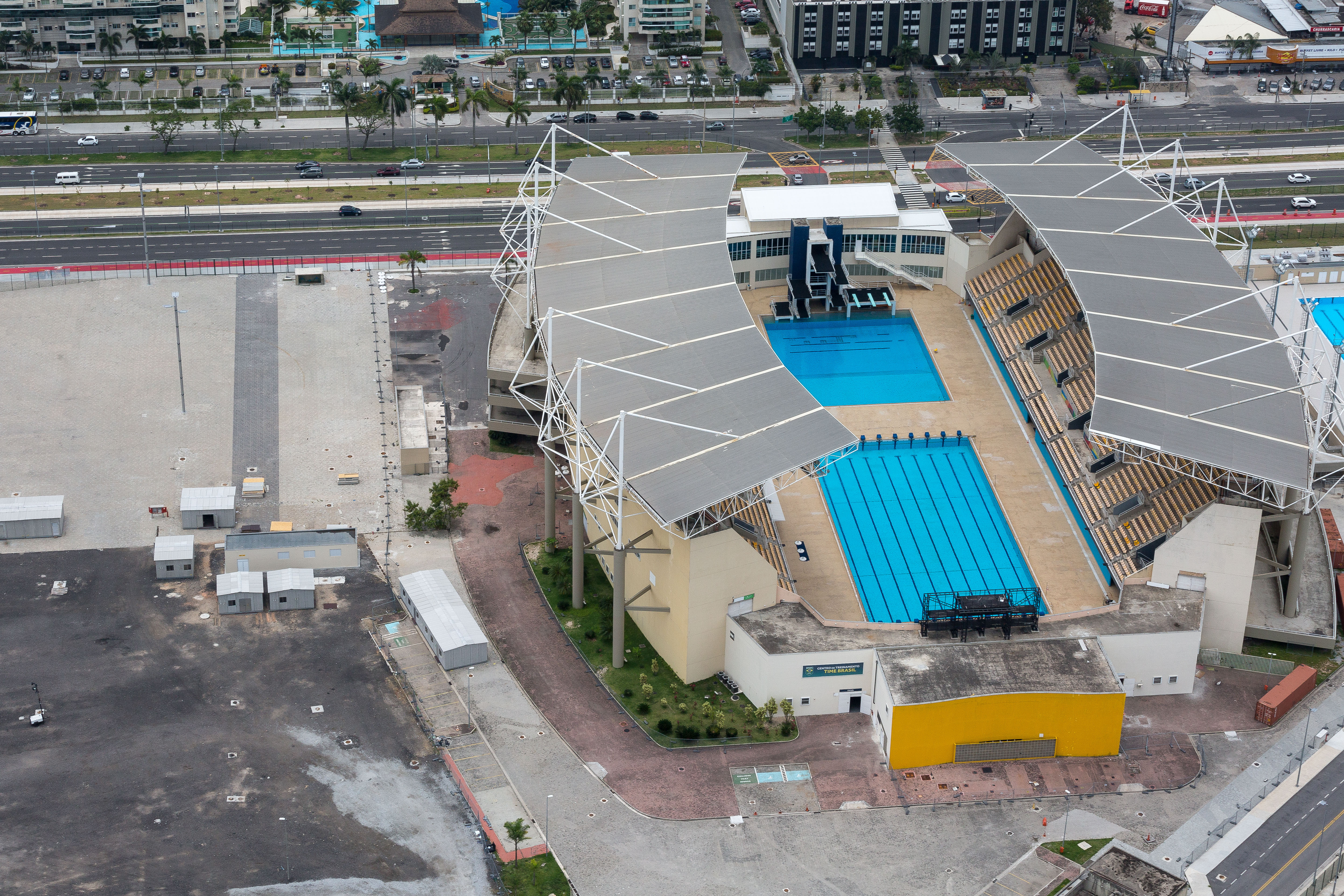